# Esteban de las Alas
Esteban de las Alas (Avilés, 15?? - Nombre de Dios, 1577) fue un marino asturiano gobernador de La Florida conocido con el pseudónimo de El Mozo.

## Biografía
Hijo de Rodrigo de las Alas y María de León, los primeros registros de su presencia en América datan de 1561. En 1563 se tiene constancia de su presencia como General en la Flota de Nueva España. Amigo y compañero de Pedro Menéndez de Avilés, le acompañó en la conquista de Florida comandando una de las escuadras, financiada en parte por sus propios fondos, en 1565. Separado del resto de la flota, por una tormenta, termina refugiándose en La Española y Cuba. 
Tras el reencuentro con Pedro Menéndez, pasa a formar parte de su Estado Mayor, siendo Contador, explorando el sur de Florida y entablando contacto con diversas tribus indígenas. Posteriormente colaboró en la exploración del norte de Florida (llegando a lo que hoy en día es Carolina del Sur), donde fue nombrado gobernador del fuerte San Felipe, en el que tiene que enfrentarse a un motín. A la marcha de Pedro Menéndez a España en 1567 fue nombrado gobernador y capitán general de Florida. Tiene que enfrentarse en el cargo tanto a los problemas de moral y motines de la soldadesca como a sucesivos ataques de indios y franceses, contra los que libra combates en el Fuerte de San Mateo, que termina siendo saqueado por los franceses con gran facilidad, ya que fueron ayudados por los amerindios y solo se encontraron con la resistencia del capitán y siete soldados españoles (de los 120 que había en el fuerte), lo que produce una queja de Alas contra sus soldados. Al regreso de Pedro Menéndez es de nuevo gobernador de San Felipe. El 13 de agosto de 1570 inicia su regreso a España, llegando al puerto de Cádiz el 22 de octubre, lo que motiva diligencias de la Casa de Contratación de Sevilla de las que es absuelto.
El 30 de diciembre de 1572 fue nombrado bajo el auspicio de Pedro Menéndez capitán del galeón «Santiago el menor».
Tras retirarse fue proveedor de la armada española. Murió en la panameña Nombre de Dios en 1577.